# Aeroporto Internazionale di St. Petersburg-Clearwater
L'Aeroporto Internazionale di St. Pete-Clearwater (IATA: PIE, ICAO: KPIE), indicato precedentemente come Aeroporto Internazionale di Saint Petersburg-Clearwater, è un aeroporto statunitense situato in Florida, nella contea di Pinellas, e che serve le città di Clearwater e Saint Petersburg.